# Volevčice (kraj ustecki)
Volevčice – miejscowość i gmina (obec) w Czechach, w kraju usteckim, w powiecie Most. W 2022 roku liczyła 119 mieszkańców.